# Gran Premio (programma televisivo 1963)
Gran Premio fu un programma televisivo di varietà trasmesso dal 26 settembre 1963 al 6 gennaio 1964 sul programma nazionale.

## La trasmissione
La trasmissione era abbinata alla Lotteria di Capodanno ed era basata sulla tradizionale gara canora di fine anno; a differenza di Canzonissima trasmessa l'anno precedente, in Gran Premio gli artisti (attori di prosa, cantanti di musica leggera, di musica lirica e ballerini) in gara rappresentavano una regione italiana, ed ogni regione aveva una madrina ed un padrino.
Il programma fu condotto da Lina Volonghi con Gilberto Govi ed altri.
Gli autori erano Dino Verde, Gianfranco D'Onofrio, Silvano Nelli, e Aldo Bruno; la scenografia era di Tullio Zitkowsky, la regia di Piero Turchetti e Romolo Siena, mentre la direzione musicale era affidata a Gianni Ferrio e Marcello De Martino.
La gara fu vinta dalla Sicilia (nella cui squadra tra le cantanti vi era Gianfranca Montedoro).

## I partecipanti

### Piemonte e Valle d'Aosta
- Padrino: Carlo Campanini
- Artisti:
  - Ebe Alessio (danza)
  - Magda Gay (musica leggera)
  - Elsa Landi (musica leggera)
  - Luigi Palchetti (musica lirica)
  - Alessandro Galluzzi (musica lirica)
  - Laura Ricci

### Liguria
- Madrina: Lina Volonghi
- Artisti:
  - Franco Aloisi (prosa)
  - Rita Sartori (prosa)
  - Josella Baldini (musica leggera)
  - Rosanna Negri (musica leggera)
  - Gino Riviera (musica leggera)

### Lombardia
- Padrino: Gino Bramieri
- Artisti:
  - Antonio Piovanelli (prosa)
  - Ida Accolla (danza)
  - Roberto Fascilla (danza)
  - Antonietta Finiello (musica leggera)
  - Daniela Cerri (musica leggera)
  - Mario Nalin (musica leggera)
  - Maria Nadia Goltara (musica lirica)

### Veneto
- Madrina: Lauretta Masiero
- Madrina: Emma Danieli
- Artisti:
  - Nadia Lotto
  - Gaetano Rampin
  - Lino Toffolo (musica leggera)
  - Trio Clowns (Giovanni Donato, Renzo Megentini e Domenico Repaci)
  - Renato Bruson (musica lirica)

### Friuli Venezia Giulia
- Padrino: Warner Bentivegna
- Artisti:
  - Lucia Antonini (prosa)
  - Amedeo Tommasi (musica jazz)
  - Le Tigri (musica leggera)
  - Claudio Giombi (musica lirica)

### Emilia-Romagna
- Artisti:
  - Teresa Ricci (prosa)
  - Iva Zanicchi (musica leggera)
  - Franco Bordoni (musica lirica)

### Toscana
- Padrino: Giorgio Albertazzi
- Artisti:
  - Elettra Bisetti (prosa)
  - Maria Grazia Fei (musica leggera)
  - Grazia Ferretti (musica leggera)
  - Raoul Di Fiorino (musica lirica)
  - Elisabetta Ruffoni (danza)
  - Sandra Chirici (danza)
  - Rosetta Lepori (danza)

### Umbria e Marche
- Madrina: Ave Ninchi
- Artisti:
  - Giuseppina Apolloni (prosa)
  - Violetta Chiarini (prosa)
  - Rosanna Chiocchia (prosa)
  - Auretta Lancioni (musica leggera)
  - Ezio Ranaldi (musica leggera)
  - Elvidia Ferracuti (musica lirica)

### Lazio
- Madrina: Marisa Merlini
- Padrino: Paolo Panelli
- Artisti:
  - Elpide Albanese (danza)
  - Mario Venditti (danza)
  - Daniela Casa (musica leggera)
  - Vittorio Frattini (musica leggera)
  - I Freddie's (musica leggera): I quattro ciucci
  - Gianni Socci (musica lirica)

### Abruzzi e Molise
- Padrino: Fred Bongusto
- Artisti:
  - Lia Madrigale (danza)
  - Adriano Lapi (prosa)
  - Augusto Jannito (musica leggera)
  - Giorgio Prencipe (musica leggera)
  - Leopoldo Cocchini (musica lirica)

### Campania
- Madrina: Dolores Palumbo
- Artisti:
  - Serena Bennato (prosa)
  - Attilio Cocco (danza)
  - Vittoria Marino (danza)
  - Luigi Romeo (danza)
  - Francesca Como (musica lirica)
  - Eva Ruta (musica lirica)
  - Raffaele D'Ascoli (musica lirica)

### Puglie
- Artisti:
  - Tino Schirinzi (prosa)
  - Luciano Zotti (musica leggera)
  - Maria Leone (musica leggera)

### Calabria e Basilicata
- Madrina: Brunella Tocci
- Padrino: Riccardo Billi
- Artisti:
  - Maria Grazia Randi (prosa)
  - Gino Trioli (musica leggera)
  - Antonella D'Agostino (musica leggera)
  - Anita Di Stasi (musica leggera)

### Sicilia
- Padrino: Corrado Lojacono
- Madrina: Daniela Rocca
- Artisti:
  - Franco Cotogno
  - Gianfranca Montedoro (musica leggera)
  - Lucia Silvana Siringo
  - New Jazz Society (musica jazz)

### Sardegna
- Padrino: Amedeo Nazzari
- Artisti:
  - Maria Achenza (musica leggera)
  - Maria Grazia Cotzu (musica leggera)
  - Bianca Bortoluzzi (musica lirica)
  - Maria Casula (musica lirica)
  - Carmen Medda (musica leggera)

## Le puntate
- 26 settembre: Liguria contro Piemonte e Valle d'Aosta
- 3 ottobre: Toscana contro Calabria e Basilicata
- 10 ottobre: Sardegna contro Abruzzo e Molise
- 17 ottobre: Lombardia contro Campania
- 24 ottobre: Lazio contro Umbria e Marche
- 31 ottobre: Emilia-Romagna contro Veneto
- 7 novembre: Trentino-Alto Adige contro Puglie
- 14 novembre: Friuli-Venezia Giulia contro Sicilia
- 21 novembre: quarti di finale Piemonte e Valle d'Aosta contro Toscana
- 28 novembre: quarti di finale Sardegna contro Lombardia
- 5 dicembre: quarti di finale Lazio contro Veneto
- 12 dicembre: quarti di finale Puglie contro Sicilia
- 19 dicembre: semifinali
- 26 dicembre: semifinali
- 6 gennaio: finale 1° Sicilia 2° Lombardia 3° Piemonte e Valle D'Aosta 4° Lazio